# Liste de mines de cuivre

Pays producteurs de cuivre (2012).

Voici une liste de mines de cuivre, triée en fonction du nom de la mine et de sa localisation. Elle est classée par défaut par ordre alphabétique de pays.

## Liste
| numéro | image | nom                                           | pays                             | lieu                            | géolocalisation               | propriétaire             |
| ------ | ----- | --------------------------------------------- | -------------------------------- | ------------------------------- | ----------------------------- | ------------------------ |
| 1      |       | mine d'Osborne                                | Australie                        |                                 | 22° 05′ 47″ S, 140° 34′ 52″ E |                          |
| 2      |       | mine de Golden Grove                          | Australie                        | Australie-Occidentale           | 28° 44′ 00″ S, 116° 57′ 00″ E |                          |
| 3      |       | mine de cuivre Eloise                         | Australie                        |                                 | 20° 57′ 11″ S, 140° 58′ 44″ E |                          |
| 4      |       | mine de Granduc                               | Canada                           | Colombie-Britannique            | 56° 14′ 00″ N, 130° 06′ 00″ O |                          |
| 5      |       | mine Copperfields                             | Canada                           | Temagami Ontario                | 46° 57′ 45″ N, 80° 02′ 16″ O  |                          |
| 6      |       | mine Keeley-Frontier                          | Canada                           | district de Timiskaming Ontario |                               |                          |
| 7      |       | mine d'Afton-Ajax                             | Canada                           | Kamloops Colombie-Britannique   | 50° 39′ 23″ N, 120° 30′ 43″ O | KGHM Polska Miedź Abacus |
| 8      |       | mine Murray                                   | Canada                           | Grand Sudbury Ontario           |                               |                          |
| 9      |       | Mine Capelton                                 | Canada                           | North Hatley Québec             | 45° 19′ 04″ N, 71° 53′ 55″ O  |                          |
| 10     |       | mine de Gibraltar                             | Canada                           | Colombie-Britannique            | 52° 31′ 13″ N, 122° 17′ 10″ O | Taseko Mines Limited     |
| 11     |       | mines McIntyre                                | Canada                           | Timmins Ontario                 |                               |                          |
| 12     |       | Mine Opémiska                                 | Canada                           | Chapais, Québec                 |                               |                          |
| 13     |       | mine d'El Abra                                | Chili                            |                                 | 21° 55′ 08″ S, 68° 50′ 01″ O  |                          |
| 14     |       | mine de Cerro Colorado                        | Chili                            |                                 | 20° 03′ 22″ S, 69° 15′ 32″ O  |                          |
| 15     |       | projet de mine de cuivre Sierra Gorda         | Chili                            |                                 |                               |                          |
| 16     |       | Chuquicamata                                  | Chili                            |                                 | 22° 17′ 26″ S, 68° 54′ 07″ O  |                          |
| 17     |       | mine Orijärvi                                 | Finlande                         | Kisko Salo                      | 60° 13′ 46″ N, 23° 32′ 21″ E  |                          |
| 18     |       | site minier d'extraction de cuivre du Thillot | France                           | Le Thillot Fresse-sur-Moselle   | 47° 52′ 31″ N, 6° 45′ 43″ E   |                          |
| 19     |       | mine de Skouries                              | Grèce                            |                                 | 40° 28′ 21″ N, 23° 42′ 12″ E  |                          |
| 20     |       | Batu Hijau                                    | Indonésie                        | Sumbawa                         | 8° 58′ 00″ S, 116° 52′ 00″ E  | Newmont Mining           |
| 21     |       | mine de Grasberg                              | Indonésie                        | Papouasie                       | 4° 03′ 10″ S, 137° 06′ 57″ E  | Freeport-McMoRan         |
| 22     |       | mine La Caridad                               | Mexique                          |                                 | 30° 19′ 16″ N, 109° 33′ 23″ O |                          |
| 23     |       | mine d'Ok Tedi                                | Papouasie-Nouvelle-Guinée        |                                 | 5° 14′ 26″ S, 141° 11′ 01″ E  |                          |
| 24     |       | mine Tash-Tau                                 | Russie                           |                                 |                               |                          |
| 25     |       | mine Severny                                  | Russie                           |                                 |                               |                          |
| 26     |       | mine Zolotushinsky                            | Russie                           |                                 |                               |                          |
| 27     |       | mine Molodezhny                               | Russie                           |                                 |                               |                          |
| 28     |       | mine Degtyarsky                               | Russie                           | Oblast de Sverdlovsk            |                               |                          |
| 29     |       | Kargaly                                       | Russie                           |                                 | 52° 15′ 00″ N, 54° 49′ 00″ E  |                          |
| 30     |       | Mine de Lwishia                               | République démocratique du Congo | Katanga                         |                               |                          |
| 31     |       | mine de Yongping                              | République populaire de Chine    |                                 | 28° 11′ 53″ N, 117° 45′ 40″ E |                          |
| 32     |       | mine de cuivre Falun                          | Suède                            | Falun                           | 60° 35′ 56″ N, 15° 36′ 44″ E  |                          |
| 33     |       | mine d'Aitik                                  | Suède                            | Gällivare                       | 67° 04′ 00″ N, 20° 57′ 00″ E  | Boliden AB               |
| 34     |       | Troy Mine                                     | États-Unis                       | Troy                            | 48° 18′ 06″ N, 115° 51′ 54″ O |                          |
| 35     |       | Tamarack Mine                                 | États-Unis                       | Michigan                        | 47° 15′ 36″ N, 88° 27′ 32″ O  |                          |
| 36     |       | mine de Bingham Canyon                        | États-Unis                       | Utah                            | 40° 32′ N, 112° 08′ O         |                          |
| 37     |       | mine de cuivre Anaconda                       | États-Unis                       | Nevada                          | 38° 59′ 00″ N, 119° 12′ 00″ O |                          |
| 38     |       | mine New Cornelia                             | États-Unis                       | Arizona                         | 32° 21′ 20″ N, 112° 51′ 58″ O |                          |